# Asienspiele 2022/E-Sport
Bei den Asienspielen 2022 in Hangzhou, Volksrepublik China, wurden vom 24. September bis 2. Oktober 2023 sieben Wettbewerbe im E-Sport, in folgenden Disziplinen ausgetragen:
- Arena of Valor (Asian Games Version)
- Dota 2
- Dream Three Kingdoms 2 (梦三国2)
- EA Sports FC Online
- League of Legends
- Peacekeeper Elite (Asian Games Version)
- Street Fighter V: Champion Edition.

Die Spiele fanden im Hangzhou Esports Center statt. 2018 in Indonesien war E-Sport erstmals als Demonstrationssportart vertreten, nun wurde er offiziell ins Programm aufgenommen.

## Ergebnisse

### Arena of Valor (Asian Games Version)
Finale: 26. September

Teilnehmer: 15 Teams
| Platz | Land     | Spieler |
| ----- | -------- | --- |
| 1     | China    | Sun „TanRan“ Linwei Luo „HuaHai“ Siyuan Chi „Ming“ Xiaoming Xu „YiNuo“ Bicheng Jiang „Adou“ Tao Lin „NuanYang“ Heng |
| 2     | Malaysia | |
| 3     | Thailand | |
| 4     | Vietnam  | |

### EA Sports FC Online
Finale: 27. September

Teilnehmer: 36
| Platz | Land     | Spieler                        |
| ----- | -------- | ------------------------------ |
| 1     | Thailand | Teedech „TDKeane“ Songsaisakul |
| 2     | Thailand | Phatanasak „JubJub“ Varanan    |
| 3     | Südkorea | Kwak „KWAK“ Joon-hyuk          |
| 4     | Südkorea | Park „Tofu“ Gi-young           |

### Street Fighter V: Champion Edition
Finale: 28. September

Teilnehmer: 35
| Platz | Land              | Spieler                      |
| ----- | ----------------- | ---------------------------- |
| 1     | Südkorea          | Kim „M.Lizard“ Gwan-woo      |
| 2     | Chinesisch Taipeh | Bruce „GamerBee“ Hsiang      |
| 3     | Chinesisch Taipeh | Lin „Oil King“ Li-wei        |
| 4     | Vietnam           | Wong „Chris Wong“ Yuk-cheung |

### League of Legends
Finale: 29. September

Teilnehmer: 15 Teams
| Platz | Land              | Spieler |
| ----- | ----------------- | --- |
| 1     | Südkorea          | Choi „Zeus“ Woo-je Seo „Kanavi“ Jin-hyeok Jeong „Chovy“ Ji-hoon Lee „Faker“ Sang-hyeok Park „Ruler“ Jae-hyuk Ryu „Keria“ Min-seok        |
| 2     | Chinesisch Taipeh | Su „Hanabi“ Chia-Hsiang Hsu „Rest“ Shih-Chieh Chu „FoFo“ Chun-Lan Hung „Karsa“ Hao-Hsuan Hu „SwordArt“ Shuo-Chieh Chiu „Doggo“ Tzu-Chuan |
| 3     | China             | Chen „Bin“ Zebin Zhao „JieJie“ Lijie Peng „Xun“ Lixun Zhuo „knight“ Ding Zhao „Elk“ Jiahao Tian „Meiko“ Ye                               |
| 4     | Vietnam           | Trần „Kiaya“ Duy Sang Đỗ „Levi“ Duy Khánh Đặng „Kati“ Thanh Phê Lê „Glory“ Ngọc Vinh Trần „Artemis“ Quốc Hưng Trần „Bie“ Đức Hiếu        |

### Dream Three Kingdoms 2
Finale: 30. September

Teilnehmer: ?
| Platz | Land     | Spieler |
| ----- | -------- | ------- |
| 1     | China    |         |
| 2     | Hongkong |         |
| 3     | Thailand |         |
| 4     | Vietnam  |         |

### Peacekeeper Elite (Asian Games Version)
Finale: 1. Oktober

Teilnehmer: 21 Teams
| Platz | Land              | Spieler |
| ----- | ----------------- | ------- |
| 1     | China             |         |
| 2     | Südkorea          |         |
| 3     | Chinesisch Taipeh |         |
| 4     | Indonesien        |         |

### Dota 2
Finale: 2. Oktober

Teilnehmer: 14 Teams
| Platz | Land        | Spieler |
| ----- | ----------- | --- |
| 1     | China       | Wang „Ame“ Chunyu Lu „Somnus“ Yao Yang „Chalice“ Shenyi Zhao „XinQ“ Zixing Yu „皮球“ Yajun                                                |
| 2     | Mongolei    | Altanginj „423“ Bilguun Sukhbat „sanctity-“ Otgondavaa Munkh-Erdene „11“ Battsooj Batbayasgalan „Ace12“ Narankhand Tugstur „Se“ Dashzevge |
| 3     | Malaysia    | Daniel „Ghost“ Chan Cheng „NothingToSay“ Jin Xiang Thiay „JT-“ Jun Wen Ng „YamateH“ Wei Poong Yap „xNova“ Jian Wei                        |
| 4     | Kirgisistan | Kyial „dream`“ Tayirov „hina`“ Bektur „Max“ Kulov Baqyt „Zayac“ Emiljanov „awe“                                                           |

## Medaillenspiegel
| Platz | Land              | Gold | Silber | Bronze | Gesamt |
| ----- | ----------------- | ---- | ------ | ------ | ------ |
| 01    | China             | 4    | —      | 1      | 5      |
| 02    | Südkorea          | 2    | 1      | 1      | 4      |
| 03    | Thailand          | 1    | 1      | 2      | 4      |
| 04    | Chinesisch Taipeh | —    | 2      | 2      | 4      |
| 05    | Malaysia          | —    | 1      | 1      | 2      |
| 06    | Mongolei          | —    | 1      | —      | 1      |
| 06    | Hongkong          | —    | 1      | —      | 1      |